# Пасічне (Краматорський район)
Па́січне — село Олександрівської селищної громади Краматорського району Донецької області, України. Населення становить 54 осіб.